# ATP Challenger Le Gosier
Das ATP Challenger Le Gosier (offizieller Name: Open Region Guadeloupe) war ein zwischen 2011 und 2018 jährlich ausgetragenes Tennisturnier in Le Gosier, Guadeloupe. 2017 fand es nicht statt, wurde jedoch im Folgejahr wieder ausgetragen. Es war Teil der ATP Challenger Tour und wurde im Freien auf Hartplatz ausgetragen.

## Liste der Sieger

### Einzel
| Jahr | Sieger            | Finalgegner            | Ergebnis          |                   |
| ---- | ----------------- | ---------------------- | ----------------- | ----------------- |
| 2018 | Dušan Lajović     | Denis Kudla            | 6:4, 6:0          |                   |
| 2017 | nicht ausgetragen | nicht ausgetragen      | nicht ausgetragen | nicht ausgetragen |
| 2016 | Malek Jaziri      | Stefan Kozlov          | 6:2, 6:4          |                   |
| 2015 | Ruben Bemelmans   | Édouard Roger-Vasselin | 7:66, 6:3         |                   |
| 2014 | Steve Johnson     | Kenny de Schepper      | 6:1, 6:75, 7:62   |                   |
| 2013 | Benoît Paire      | Serhij Stachowskyj     | 6:4, 5:7, 6:4     |                   |
| 2012 | David Goffin      | Mischa Zverev          | 6:2, 6:2          |                   |
| 2011 | Olivier Rochus    | Stéphane Robert        | 6:2, 6:3          |                   |

### Doppel
| Jahr | Sieger                                     | Finalgegner                       | Ergebnis          |                   |
| ---- | ------------------------------------------ | --------------------------------- | ----------------- | ----------------- |
| 2018 | Neal Skupski John-Patrick Smith            | Ruben Bemelmans Jonathan Eysseric | 7:63, 6:4         |                   |
| 2017 | nicht ausgetragen                          | nicht ausgetragen                 | nicht ausgetragen | nicht ausgetragen |
| 2016 | Jamie Cerretani (2) Antal van der Duim (2) | Austin Krajicek Mitchell Krueger  | 6:2, 5:7, [10:8]  |                   |
| 2015 | Jamie Cerretani (1) Antal van der Duim (1) | Wesley Koolhof Matwé Middelkoop   | 6:1, 6:3          |                   |
| 2014 | Tomasz Bednarek Adil Shamasdin             | Gero Kretschmer Michael Venus     | 7:5, 6:75, [10:8] |                   |
| 2013 | Dudi Sela Wang Yeu-tzuoo                   | Philipp Marx Florin Mergea        | 6:1, 6:2          |                   |
| 2012 | Pierre-Hugues Herbert Albano Olivetti      | Paul Hanley Jordan Kerr           | 7:5, 1:6, [10:7]  |                   |
| 2011 | Riccardo Ghedin Stéphane Robert            | Arnaud Clément Olivier Rochus     | 6:2, 5:7, [10:7]  |                   |